# A gasztronómia története

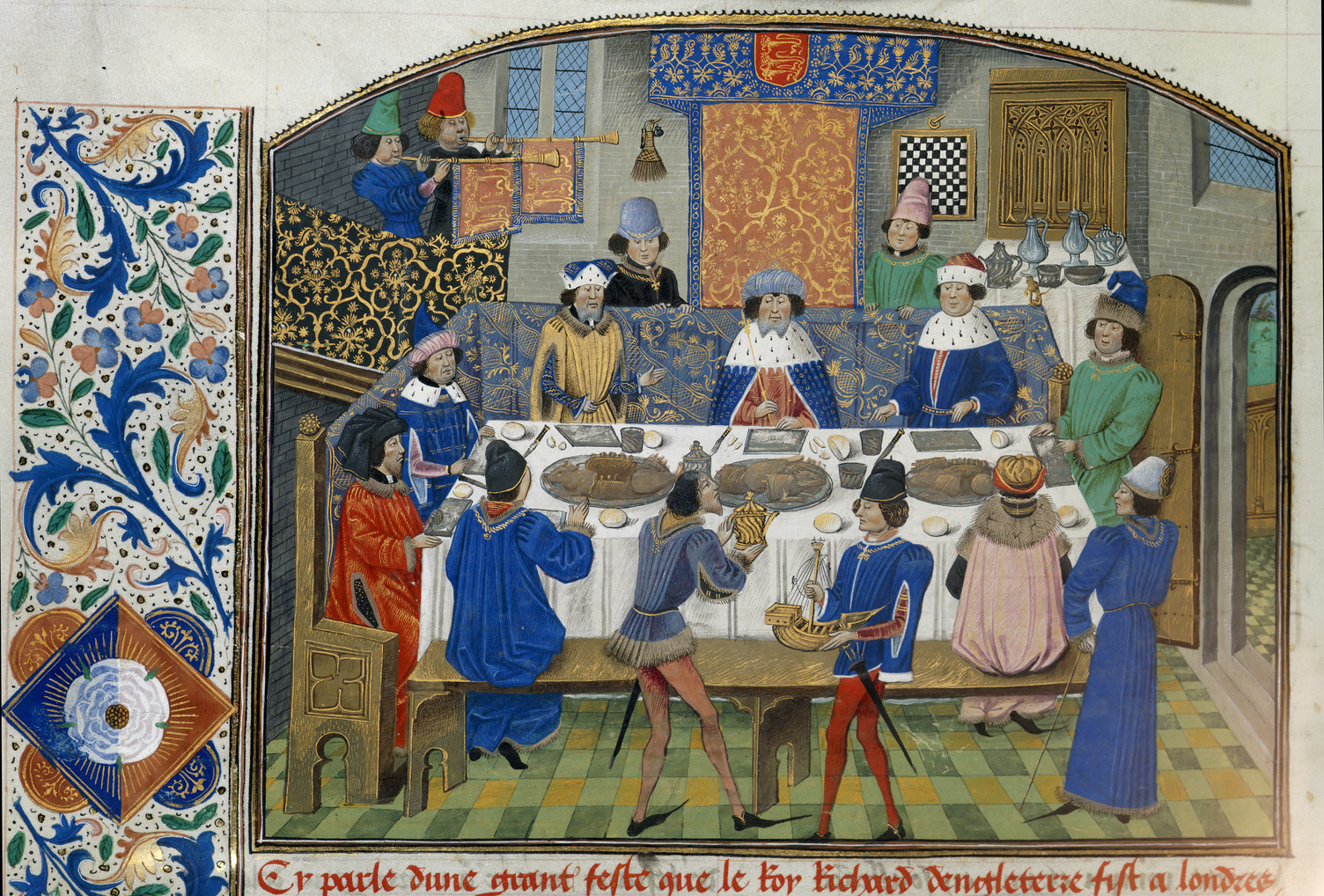
Középkori főúri lakoma a 15. század végén

## Az őskori ember konyhája
Ma a történészek úgy vélik, sok szerencsés véletlen összejátszása folytán tanult meg az ember főzni. A kutatások azt sejtetik, hogy a Földön először a pekingi ember használta a tüzet, ám még nem főzött vele. Valamikor a Neander-völgyi ember kialakulása körül fedezhették fel a főzést, kb. 75 000 évvel ezelőtt. Az ősember levelekbe is burkolhatta, illetve agyaggal kenhette be ételét, melyet aztán a forró parázsba helyezett, de akár nyárson is megsüthette. Az első fazék a leletek szerint csupán egy kő volt, amelybe mélyedést csiszoltak.

## A letelepedett életmód
A gabonatermesztés és az állattenyésztés hozott fordulópontot a főzés történetében.  
Dél-Ázsiában, a Közel-Keleten valamint Közép-Amerikában, ezek termékeny területein honosodott meg először ez az életforma. A nomád életet a letelepült életmód váltotta fel.
Az első földművelők tápláléka a kovásztalan kenyér volt, melyet lapos kövön, a tűz közvetlen közelébe helyezve sütöttek meg. Ha úgy vesszük ez volt a mai kemence őse.

## Az ókori Egyiptom étkei
Sört már a sumérok is készítettek, ám feltehetőleg az egyiptomiak jöttek rá, hogy a sör főzése közben keletkező élesztő a kenyeret megdagasztja, így az könnyebb és finomabb lesz. A piramisépítők korában a feljegyzések szerint már legalább 16 féle különböző kenyérfajtát ismertek. Az egyiptomiak fejlettségét mutatja, hogy tartósították a húsokat mégpedig sóval. Növényeket termesztettek, főleg babot, borsót és lencsét. A bab egyik fajtája, a „ful” ma is nemzeti eledel Egyiptomban. Fügét, datolyát, szőlőt ültettek és az Új-Birodalom idején bekerült az országba az alma és a gránátalma. A sörön kívül bort is készítettek datolyából, a szentjánoskenyérfa terméséből valamint szőlőből, ám bort csak a tehetősebbek ittak, mely mondaviláguk szerint Hórusz könnyéből ered. A sört nemre és életkorra való tekintet nélkül mindenki fogyasztotta, éjjel-nappal. Munkabér fejében is osztottak sört.
Görög, római és perzsa hatások tarkították tovább az egyiptomi kultúra étkezési szokásait is.

## Muszlim étkezés a mai Egyiptomban
Az iszlám térhódításával viszont megtorpant a gasztronómiai világuk valamelyest, hiszen az iszlám tiltja a sertéshúst, legyen az vad vagy házi; tiltja a vér és az elhullott állatok fogyasztását; valamint tilos lett az alkohol is, amelyet még főzéshez sem szabad használniuk.
A iszlám szerint az étkezés 12 parancsolata:
1. Az ételt Isten adta!
2. Elégedj meg azzal, ami jutott!
3. Evés előtt mondd: „biszmilláh”! (Isten nevében!)
4. Étkezés után mondd: „alhamolulillah”! (Istennek hála!)
5. Étkezés előtt moss kezet!
6. Az asztal bal oldalán foglalj helyet!
7. Jobb kezed három ujjával egyél!
8. Nyald meg utána az ujjaidat!
9. Egyél az előtted lévő tálból, annak is a közelebb eső feléről!
10. Végy kis falatokat!
11. Jól rágd meg!
12. Ne bámuld a veled együtt étkezőket!

A főzés már ekkor is több volt puszta létfenntartásnál. A fáraók asztalára édes tészták, pácolt hal, friss füge és más finomságok kerültek.

## Az antik Róma konyhaművészete
A görögök már kereskedtek is a borral és az olívaolajjal, de főzési módszereik egyszerűnek mondhatóak, hiszen életük és napjaik nagy része a házfalakon kívül telt.
A rómaiaknál változatos étrendet, kifinomult ízlést figyelhetünk meg. Sokféle háztartási eszközt és nyersanyagot használtak.
Húsokhoz mártásokat készítettek, nem válogattak az alapanyagok közül, a borjútól kezdve a szamáron át a papagájig mindent fogyaszthatónak találtak. Különleges tengeri és édesvízi halakat fogyasztottak: tiglát, oradát, makárt, umbrahalat, murénát; melyek közül sokat tenyésztettek is haltelepeken. Gyakran első vagy utolsó fogásként kagylóféléket szolgáltak fel.
Az első konyhák az ún. átriumban kaptak helyet, ahonnan szabadon távozhatott a füst és a gőz. Később az átrium szerepének átalakulásával a konyha hátrébb szorult a római ház helyiségeinek hierarchiájában.
A szegények bérkaszárnyáiban nagy volt a tűzveszély, ezért egyetlen közös konyhát használtak. A Birodalom fénykorában a lakosság egyharmada ingyen osztott gabonafejadagban részesült. A rómaiak faszénnel tüzeltek, s az ebből következő hőség miatt inkább a gyors főzési módszerek terjedtek el. Szívesen sütöttek roston, nyárson. A főzőedényt a háromlábú „tripuszon” állították a tűz fölé. 
A következő pár évszázad során sem változtak sokat eszközeik. A mozsár ugyanúgy ősi eredetű, mint az almacsutkázó, melyet birkacsontból készítettek és meglepő módon már az ókorban is használtak. Tárolóedényük a cserépamfora volt, melynek csúcsos alját beleszúrták a puha földpadlóba.
A Birodalom terjeszkedésével idegen alapanyagokkal gazdagodott konyhaművészetük. A keleti fűszereket nagy becsben tartották. Bár a fűszereket néha a romlandóban lévő hús szagának elkendőzésére alkalmazták, olyan kuriózumokat fellelhetünk köztük, mint a mályva vagy épp a menta.